# Tornabenea
Genre
Tornabenea est un genre de plantes à fleurs de la famille des Apiaceae, endémique du Cap-Vert. Il est considéré selon certaines sources comme inclut dans le genre Daucus.

## Taxonomie
Ce genre est créé par Filippo Parlatore en 1850, dans (en) Hooker's Journal of Botany and Kew Garden Miscellany, vol. 2 (lire en ligne), p. 370, pour l'espèce Tornabenea insularis. Le nom est dédié au botaniste sicilien F. Tornabene.
Selon GRIN (23 février 2021), le genre comprend deux espèces : Tornabenea humilis Lobin & K.H.A.Schmidt et Tornabenea ribeirensis K.H.A.Schmidt & Lobin. Selon Plants of the World online (POWO) (23 février 2021) et Catalogue of Life (23 février 2021), ce genre est inclus dans le genre Daucus et ne comprend donc aucune espèce.

## Liste des espèces
En tout sept espèces ont été classées dans ce genre.
- Tornabenea annua Bég.
- Tornabenea bischoffii J.A.Schmidt
- Tornabenea hirta J.A.Schmidt
- Tornabenea humilis Lobin & K.H.Schmidt
- Tornabenea insularis (Parl.) Parl.
- Tornabenea ribeirensis K.H.Schmidt & Lobin
- Tornabenea tenuissima (A.Chev.) A.Hansen & Sunding